# Federación Luterana Mundial
La Federación Luterana Mundial (FLM) (en inglés Lutheran World Federation - LWF) es una comunión global de iglesias cristianas de confesión luterana con sede central en la ciudad suiza de Ginebra. Esta federación fue fundada tras la Segunda Guerra Mundial, en 1947 en Lund, Suecia, para coordinar a las numerosas y diversas iglesias luteranas alrededor del mundo. No es una Denominación cristiana propiamente tal, pero afirma profesar la Iglesia Una, Santa, Católica y Apostólica, y se propone servir a la unidad cristiana en el mundo entero.
- Actuales sedes: 
  - Europa y sede central mundial: Ginebra
  - América del Norte, Central, Sur y Caribe: Nueva York
  - Asia y Oceanía: Canberra
  - África: Ciudad del Cabo

La FLM agrupa hoy día, 144 iglesias de 79 países. Estas iglesias representan 70.3 millones de cristianos de todo el mundo.
Las 144 iglesias afiliadas a la FLM se agrupan en siete regiones:
África: 31 iglesias miembro, 19,2 millones de miembros
América del Norte: 3 iglesias miembro, 4,69 millones de miembros
América Latina y El Caribe: 16 iglesias miembro, 846.939 miembros
Asia: 53 iglesias miembro, 8,8 millones de miembros
Europa:
- Países nórdicos: 6 iglesias miembro, 19,97 millones de miembros
- Europa Central del Este: 15 iglesias miembro, 1,44 millones de miembros
- Europa Central del Oeste: 22 iglesias miembro, 16 millones de miembros

Iglesias miembro
Las iglesias que quieren afiliarse, deben aceptar oficialmente la base doctrinal de la Federación, que "profesa las Sagradas Escrituras del Antiguo y del Nuevo Testamento como única fuente y norma de su doctrina, vida y servicio, reconociendo en los tres Credos Ecuménicos y en las Confesiones de la Iglesia Luterana, especialmente la Confesión Inalterada de Augsburgo y el Catecismo Menor de Martín Lutero, una exposición acendrada de la Palabra de Dios". (Constitución de la FLM, Artículo II) 
La calidad de miembro se otorgará por la Asamblea o, en el período entre una asamblea y otra, por el Consejo de la FLM. Las iglesias miembro se pueden retirar de la Federación; asimismo, la Asamblea, por recomendación del Consejo, podrá suspender o rescindir la afiliación de una iglesia.
Iglesias asociadas
La FLM también podrá considerar como elegibles para participar en su trabajo a las iglesias asociadas que acepten la misma base doctrinal que las iglesias miembro. Estas iglesias asociadas podrán participar en todas las actividades de la FLM. Sus representantes tienen derecho a voz en las asambleas, pero no pueden votar ni asumir un cargo electivo en la FLM.
Iglesias, congregaciones y consejos reconocidos
Asimismo, la FLM podrá considerar como elegibles para participar en su trabajo a las iglesias, las congregaciones y los consejos reconocidos que acepten la misma base doctrinal que las iglesias miembro e iglesias asociadas. Podrán participar en todas las actividades de la FLM, pero tan sólo tendrán un estatus de observador en las Asambleas.
El Departamento de Servicio Mundial (DSM) (en inglés Department for World Service - DWS) es la agencia humanitaria internacional de la Federación Luterana Mundial, y desarrolla programas sociales en 35 países.
Las iglesias más grandes de la federación, por número de miembros, son (se indica el número de miembros):
1. Iglesia de Suecia (6,700,792)
2. Iglesia Evangélica Luterana en Tanzania (5,601,271)
3. Iglesia Evangélica Etíope Mekane Yesus, Etiopía (5,576,156)
4. Iglesia Evangélica Luterana en América, Estados Unidos de América (4,543,037)
5. Iglesia Evangélica Luterana de Dinamarca (4,479,214)
6. Iglesia Evangélica Luterana de Finlandia (4,387,085)
7. Iglesia Cristiana Protestante Batak, Indonesia (4,178,256)
8. Iglesia de Noruega (3,992,295)
9. Iglesia Luterana Malgache, Madagascar (3,000,000)
10. Iglesia evangélica en Alemania
  1. Iglesia Evangélica Luterana de Hannover, Alemania (2,899,432) una de las 20 iglesias protestantes que pertenece a Iglesia evangélica en Alemania.
11. Iglesia Evangélica Luterana de Islandia

## Estructura

### Presidente
El presidente/a de la Federación Luterana Mundial es el principal representante y portavoz de la comunión, encabeza las reuniones de la Asamblea, del Consejo y de la Mesa Ejecutiva. Supervisa todas las actividades de la federación en consulta con el Tesorero y el Secretario General.
Desde julio de 2010, el presidente de la FLM es el Obispo Munib Younan (Iglesia Evangélica Luterana en Jordania y Tierra Santa (ELCJHL, por sus siglas en inglés)). Fue elegido durante la Undécima Asamblea de la FLM, celebrada ese año en Stuttgart, Alemania.
Los doce Presidentes electos hasta ahora son los siguientes:
- 1947 - 1952 Anders Nygren (Sueco) (1890-1978)
- 1952 - 1957 Hanns Lilje (Alemán) (1899-1977)
- 1957 - 1963 Franklin Clark Fry (estadounidense) (1900-1968)
- 1963 - 1970 Fredrik A. Schiotz (estadounidense) (1901-1989)
- 1970 - 1977 Mikko E. Juva (Finlandés)
- 1977 - 1984 Josiah M. Kibira (Tanzano) (1925-1988)
- 1984 - 1987 Zoltán Kaldy (Húngaro) (1919-1987)
- 1987 - 1990 Johannes Hanselmann (Alemán) (1927-1999)
- 1990 - 1997 Gottfried Brakemeier (Brasileño)
- 1997 - 2003 Christian Krause (Alemán)
- 2003 - 2010 Mark S. Hanson (estadounidense)
- 2010 - vigente  Munib Younan (Palestino)

### Secretario General
Cada siete años (prorrogables por reelección), el Consejo de la FLM elige un Secretario/a General para dirigir los aspectos operacionales de la organización, en sus funciones, cuenta con la ayuda de un gabinete de directores también nombrados por el Consejo.
En octubre de 2010 se eligió al chileno Rev. Martin Junge, el primer latinoamericano en ocupar este puesto, y tomó posesión del cargo el 1 de noviembre de 2010.

### Asamblea, Consejo y la Mesa Ejecutiva
La Asamblea es el órgano supremo para la toma de decisiones en la FLM. Por lo general, se celebra cada seis años con la participación de representantes de todas las iglesias con membresía en la Federación. Todos los aspectos constitucionales de la comunión son responsabilidad de la Asamblea, que elige al Presidente y a los miembros del Consejo y, finalmente, toma decisiones sobre la base de los informes presentados por la Presidencia, la Secretaría General y la Tesorería. 
Las once asambleas celebradas hasta ahora, y sus respectivos lemas, son:
- 1947, en Lund, Suecia: La Iglesia luterana en el mundo de hoy.
- 1952, en Hannover, Alemania: La Palabra viva en una Iglesia responsable.
- 1957 en Minneapolis, Estados Unidos de América: Cristo libera y une.
- 1963 en Helsinki, Finlandia: Cristo hoy.
- 1970 en Evian, Francia: Enviado al mundo.
- 1977 en Dar es Salaam, Tanzania: En Cristo - Una nueva comunidad.
- 1984 en Budapest, Hungría: En Cristo - Esperanza para el mundo.
- 1990 en Curitiba, Brasil: He escuchado el clamor de mi pueblo.
- 1997 en Hong Kong, China: En Cristo - Llamados/as a dar testimonio.
- 2003 en Winnipeg, Canadá: Para la sanación del mundo.
- 2010 en Stuttgart, Alemania: Danos hoy nuestro pan de cada día

Entre una Asamblea y otra, la FLM es gobernada por un Consejo (elegido por la Asamblea, que debe asegurar la "debida representación" de ordenados, laicos, hombres, mujeres y jóvenes) y su Mesa Ejecutiva. El primero se reúne cada 12 o 18 meses y el segundo dos veces al año.

## Constitución de la FLM
La Octava Asamblea de la FLM, reunida en Curitiba, Brasil, durante 1990, aprobó la Constitución de la Federación Luterana Mundial, la cual fue enmendada en 1997 por la Novena Asamblea, reunida en Hong Kong. El texto señala, en sus partes referentes a la Base Doctrinal', lo siguiente:

La Federación Luterana Mundial profesa las Sagradas Escrituras del Antiguo y del Nuevo Testamento como única fuente y norma de su doctrina, vida y servicio, reconociendo en los tres Credos Ecuménicos y en las Confesiones de la Iglesia Luterana, especialmente la Confesión Inalterada de Augsburgo y el Catecismo Menor de Martín Lutero, una exposición acendrada de la Palabra de Dios.

## Iglesias miembro de la Federación Luterana Mundial
Ordenadas alfabéticamente por país (m/a = membresía aproximada):
| País                | Iglesia                                                                                | m/a       | Sitio oficial                                       |     |     |
| ------------------- | -------------------------------------------------------------------------------------- | --------- | --------------------------------------------------- | --- | --- |
| Alemania            | Iglesia evangélica en Alemania                                                         |           |                                                     |     |     |
| Alemania            | Iglesia de Lippe (Sección luterana)                                                    | 32.000    |                                                     |     |     |
| Alemania            | Iglesia Evangélica de Pomerania                                                        | 103.000   |                                                     |     |     |
| Alemania            | Iglesia Evangélica Luterana del Norte del Elba                                         | 2.110.000 |                                                     |     |     |
| Alemania            | Iglesia Evangélica Luterana en Baden                                                   | 3.500     |                                                     |     |     |
| Alemania            | Iglesia Evangélica Luterana en Baviera                                                 | 2.640.000 |                                                     |     |     |
| Alemania            | Iglesia Evangélica Luterana en Oldenburg                                               | 463.000   |                                                     |     |     |
| Alemania            | Iglesia Evangélica Luterana en Turingia                                                | 441.000   |                                                     |     |     |
| Alemania            | Iglesia Evangélica Luterana Letona en el Extranjero                                    | 24.000    | ---                                                 |     |     |
| Alemania            | Iglesia Nacional Evangélica en Wurtemberg                                              | 2.323.000 |                                                     |     |     |
| Alemania            | Iglesia Nacional Evangélica Luterana de Brunswick                                      | 405.000   |                                                     |     |     |
| Alemania            | Iglesia Nacional Evangélica Luterana de Hanóver                                        | 3.045.000 |                                                     |     |     |
| Alemania            | Iglesia Nacional Evangélica Luterana de Mecklenburgo                                   | 208.000   |                                                     |     |     |
| Alemania            | Iglesia Nacional Evangélica Luterana de Sajonia                                        | 834.000   |                                                     |     |     |
| Alemania            | Iglesia Nacional Evangélica Luterana de Schaumburg-Lippe                               | 61.300    |                                                     |     |     |
| Angola              | Iglesia Evangélica Luterana de Angola                                                  | 26.000    | ---                                                 |     |     |
| Argentina           | Iglesia Evangélica del Río de la Plata                                                 | 25.200    |                                                     |     |     |
| Argentina           | Iglesia Evangélica Luterana Unida                                                      | 11.000    |                                                     |     |     |
| Australia           | Iglesia Luterana de Australia (miembro asociado)                                       | 75.000    |                                                     |     |     |
| Austria             | Iglesia Protestante de la Confesión de Augsburgo en Austria                            | 315.000   |                                                     |     |     |
| Bangladés           | Iglesia Luterana de Bangladés                                                          | 4.500     | ---                                                 |     |     |
| Bangladés           | Iglesia Evangélica Luterana de Bangladés Septentrional                                 | 8.800     | ---                                                 |     |     |
| Bélgica             | Iglesia Luterana Belga (congregación)                                                  | 800       | ---                                                 |     |     |
| Bielorrusia         | Iglesia Evangélica Luterana en Rusia (y otros estados)                                 | ---       |                                                     |     |     |
| Bolivia             | Iglesia Evangélica Luterana Boliviana                                                  | 22.000    | ---                                                 |     |     |
| Botsuana            | Iglesia Evangélica Luterana en Botsuana                                                | 21.000    | ---                                                 |     |     |
| Brasil              | Iglesia Evangélica de Confesión Luterana en Brasil                                     | 720.000   |                                                     |     |     |
| Camerún             | Iglesia de la Hermandad Luterana del Camerún                                           | 106.000   | ---                                                 |     |     |
| Camerún             | Iglesia Evangélica Luterana del Camerún                                                | 195.000   | ---                                                 |     |     |
| Canadá              | Iglesia Evangélica Luterana Estonia en el Extranjero                                   | 6.600     |                                                     |     |     |
| Canadá              | Iglesia Evangélica Luterana en Canadá                                                  | 174.500   |                                                     |     |     |
| Rep. Centroafricana | Iglesia Evangélica Luterana de la República Centroafricana                             | 55.000    | ---                                                 |     |     |
| República Checa     | Iglesia Evangélica Silesia de la Confesión de Augsburgo                                | 30.000    |                                                     |     |     |
| República Checa     | Iglesia Evangélica de los Hermanos Checos                                              | 107.000   | ---                                                 |     |     |
| Chile               | Iglesia Evangélica Luterana en Chile                                                   | 3.000     |                                                     |     |     |
| Chile               | Iglesia Luterana en Chile                                                              | 10.000    |                                                     |     |     |
| Rep. Popular China  | Misión Tsung Tsin de Hong Kong                                                         | 9.000     |                                                     |     |     |
| Rep. Popular China  | Sínodo de Hong Kong de la Iglesia Chino-Renana                                         | 14.000    |                                                     |     |     |
| Rep. Popular China  | Iglesia Luterana de Hong Kong y Macao                                                  | 2.200     |                                                     |     |     |
| Rep. Popular China  | Iglesia Evangélica Luterana de Hong Kong                                               | 14.600    |                                                     |     |     |
| República de China  | Iglesia Luterana de Taiwán                                                             | 1.600     | ---                                                 |     |     |
| República de China  | Iglesia Luterana Taiwanesa                                                             | 13 000    |                                                     |     |     |
| Colombia            | Iglesia Evangélica Luterana de Colombia                                                | 3.100     |                                                     |     |     |
| Rep. Dem. del Congo | Iglesia Evangélica Luterana en el Congo                                                | 136.000   | ---                                                 |     |     |
| República de Corea  | Iglesia Luterana en Corea                                                              | 5.000     |                                                     |     |     |
| Costa Rica          | Iglesia Luterana Costarricense                                                         | 1.300     |                                                     |     |     |
| Croacia             | Iglesia Evangélica en la República Croata                                              | 3.300     | ---                                                 |     |     |
| Dinamarca           | Iglesia del Pueblo Danés                                                               | 4.506.400 |                                                     |     |     |
| Ecuador             | Iglesia Evangélica Luterana en el Ecuador (congregación)                               | 520       |                                                     |     |     |
| El Salvador         | Sínodo Luterano Salvadoreño                                                            | 25.000    |                                                     |     |     |
| Eritrea             | Iglesia Evangélica de Eritrea                                                          | 15.000    | ---                                                 |     |     |
| EE. UU.             | Iglesia Evangélica Luterana en América                                                 | 4.850.700 |                                                     |     |     |
| EE. UU.             | Iglesia Evangélica Luterana de Lituania en Diáspora                                    | 1.500     | ---                                                 |     |     |
| Estonia             | Iglesia Evangélica Luterana de Estonia                                                 | 162.000   |                                                     |     |     |
| Eslovaquia          | Iglesia Evangélica de la Confesión de Augsburgo en Eslovaquia                          | 373.000   |                                                     |     |     |
| Eslovenia           | Iglesia Evangélica de la Confesión de Augsburgo en Eslovenia                           | 20.000    |                                                     |     |     |
| Etiopía             | Iglesia Evangélica Etíope Mekane Yesus                                                 | 4.500.000 |                                                     |     |     |
| Filipinas           | Iglesia Luterana en Filipinas                                                          | 27.000    | ---                                                 |     |     |
| Finlandia           | Iglesia Evangélica Luterana de Finlandia                                               | 4.560.000 |                                                     |     |     |
| Francia             | Iglesia Protestante de la Confesión de Augsburgo de Alsacia y Lorena                   | 210.000   |                                                     |     |     |
| Francia             | Iglesia Evangélica Luterana de Francia                                                 | 40.000    | ---                                                 |     |     |
| Francia             | Iglesia Protestante Malgache en Francia                                                | 10.000    | ---                                                 |     |     |
| Georgia             | Iglesia Evangélica Luterana en Rusia (y otros Estados)                                 | ---       |                                                     |     |     |
| Ghana               | Iglesia Evangélica Luterana de Ghana                                                   | 22.000    | ---                                                 |     |     |
| Guyana              | Iglesia Evangélica Luterana en Guyana                                                  | 11.000    |                                                     |     |     |
| Honduras            | Iglesia Cristiana Luterana de Honduras                                                 | 1.200     | ---                                                 |     |     |
| Hungría             | Iglesia Evangélica Luterana en Hungría                                                 | 305.000   | ---                                                 |     |     |
| India               | Iglesia Evangélica Luterana en Madhya Pradesh                                          | 15.500    | ---                                                 |     |     |
| India               | Iglesia Evangélica Luterana de Jeypore                                                 | 133.000   | ---                                                 |     |     |
| India               | Iglesia Luterana de Andhra del Sur                                                     | 45.500    | ---                                                 |     |     |
| India               | Iglesia Evangélica Luterana Tamil                                                      | 120.000   | ---                                                 |     |     |
| India               | Iglesia Evangélica Luterana del Norte                                                  | 85.000    | ---                                                 |     |     |
| India               | Iglesia Evangélica Luterana de India                                                   | 80.000    | ---                                                 |     |     |
| India               | Iglesia Evangélica Luterana Gossner en Chotanagpur y Assam                             | 400.000   | ---                                                 |     |     |
| India               | Iglesia Luterana de Arcot                                                              | 37.000    | ---                                                 |     |     |
| India               | Iglesia Evangélica Luterana de Andhra                                                  | 800.000   | ---                                                 |     |     |
| India               | Iglesia Evangélica Luterana en los Estados del Himalaya                                | 24.700    | ---                                                 |     |     |
| Indonesia           | Iglesia Cristiana Protestante Simalungún                                               | 210.600   |                                                     |     |     |
| Indonesia           | Iglesia Cristiana de la Comunidad Batak                                                | 20.000    | ---                                                 |     |     |
| Indonesia           | Iglesia Cristiana Protestante en Indonesia                                             | 355.300   | ---                                                 |     |     |
| Indonesia           | Iglesia Cristiana Protestante de Angola                                                | 28.000    | ---                                                 |     |     |
| Indonesia           | Iglesia Cristiana Protestante Batak                                                    | 3.750.000 | ---                                                 |     |     |
| Indonesia           | Iglesia Cristiana Indonesia                                                            | 350.000   | ---                                                 |     |     |
| Indonesia           | Iglesia Cristiana Luterana Indonesia                                                   | 23.000    | ---                                                 |     |     |
| Indonesia           | Iglesia Cristiana Protestante en Mentawai                                              | 39.000    | ---                                                 |     |     |
| Indonesia           | Iglesia Protestante Unida                                                              | 10.000    | ---                                                 |     |     |
| Indonesia           | Iglesia Cristiana Protestante Pakpak Dairi                                             | 35.000    | ---                                                 |     |     |
| Indonesia           | Iglesia Cristiana Protestante                                                          | 338.500   | ---                                                 |     |     |
| Indonesia           | Comunión Cristiana de la Iglesia Indonesia en Nias (Iglesia AMIN)                      | 18.000    | ---                                                 |     |     |
| Irlanda             | Iglesia Luterana en Irlanda (congregación)                                             | 3.100     |                                                     |     |     |
| Islandia            | Iglesia Evangélica Luterana de Islandia                                                | 250.000   |                                                     |     |     |
| Israel              | Iglesia Evangélica Luterana en Jordania y Tierra Santa                                 | ---       |                                                     |     |     |
| Italia              | Iglesia Evangélica Luterana en Italia                                                  | 7.000     |                                                     |     |     |
| Japón               | Iglesia Evangélica Luterana Kinki                                                      | 2.700     |                                                     |     |     |
| Japón               | Iglesia Luterana de Japón (miembro asociado)                                           | 2.900     |                                                     |     |     |
| Japón               | Iglesia Evangélica Luterana de Japón                                                   | 22.000    |                                                     |     |     |
| Jordania            | Iglesia Evangélica Luterana en Jordania y Tierra Santa                                 | 3.000     |                                                     |     |     |
| Kazajistán          | Iglesia Evagélica Luterana en Rusia (y otros Estados)                                  | ---       |                                                     |     |     |
| Kenia               | Iglesia Evangélica Luterana Keniana                                                    | 36.000    | Archivado el 1 de abril de 2007 en Wayback Machine. |     |     |
| Kenia               | Iglesia Evangélica Luterana en Kenia                                                   | 75.000    | ---                                                 |     |     |
| Kirguistán          | Iglesia Evagélica Luterana en Rusia (y otros Estados)                                  | ---       |                                                     |     |     |
| Letonia             | Iglesia Evangélica Luterana de Letonia                                                 | 250.000   |                                                     |     |     |
| Liberia             | Iglesia Luterana en Liberia                                                            | 71.000    | ---                                                 |     |     |
| Lituania            | Iglesia Evangélica Luterana de Lituania                                                | 21.000    |                                                     |     |     |
| Madagascar          | Iglesia Luterana Malgache                                                              | 3.000.000 | ---                                                 |     |     |
| Malaui              | Iglesia Evangélica Luterana en Malaui                                                  | 50.000    | ---                                                 |     |     |
| Malasia             | Iglesia Protestante en Sabah                                                           | 39.000    | ---                                                 |     |     |
| Malasia             | Iglesia Evangélica Luterana en Malasia                                                 | 3.000     | ---                                                 |     |     |
| Malasia             | Iglesia Cristiana Basilea de Malasia                                                   | 50.000    | ---                                                 |     |     |
| Malasia             | Iglesia Luterana en Malasia y Singapur                                                 | 8.800     |                                                     |     |     |
| México              | Iglesia Luterana Mexicana                                                              | 1.500     | ---                                                 |     |     |
| México              | Congregación Evangélica de habla alemana en México                                     | 3.100     | ---                                                 |     |     |
| Mozambique          | Iglesia Evangélica Luterana en Mozambique                                              | 7.400     | ---                                                 |     |     |
| Birmania            | Iglesia Evangélica Luterana en Myanmar (Iglesia Luterana Belén)                        | 1.900     | ---                                                 |     |     |
| Namibia             | Iglesia Evangélica Luterana en Namibia-ELCIN                                           | 652.000   | ---                                                 |     |     |
| Namibia             | Iglesia Evangélica Luterana en la República de Namibia                                 | 350.000   | ---                                                 |     |     |
| Namibia             | Iglesia Evangélica Luterana en Namibia-ELCIN/GELC                                      | 5.200     | Archivado el 8 de marzo de 2007 en Wayback Machine. |     |     |
| Nicaragua           | Iglesia Luterana de Nicaragua "Fe y Esperanza"                                         | 7.000     | ---                                                 |     |     |
| Nigeria             | Iglesia Luterana de Nigeria                                                            | 137.000   | ---                                                 |     |     |
| Nigeria             | Iglesia Luterana de Cristo en Nigeria                                                  | 1.365.000 | ---                                                 |     |     |
| Noruega             | Iglesia de Noruega                                                                     | 3.991.000 |                                                     |     |     |
| Noruega             | Iglesia Evangélica Luterana Libre de Noruega                                           | 21.800    |                                                     |     |     |
| Países Bajos        | Iglesia Protestante en los Países Bajos                                                | 2.300.000 |                                                     |     |     |
| Papúa Nueva Guinea  | Iglesia Evangélica Luterana de Papúa Nueva Guinea                                      | 815.000   | ---                                                 |     |     |
| Papúa Nueva Guinea  | Iglesia Luterana Gutnius de Papúa Nueva Guinea                                         | 140.000   | ---                                                 |     |     |
| Perú                | Iglesia Luterana Evangélica Peruana                                                    | 1.100     |                                                     |     |     |
| Polonia             | Iglesia Evangélica de la Confesión de Augsburgo en Polonia                             | 75.000    |                                                     |     |     |
| Reino Unido         | Consejo Luterano de Gran Bretaña                                                       | 133.000   |                                                     |     |     |
| Ruanda              | Iglesia Luterana de Ruanda                                                             | 35.000    | ---                                                 |     |     |
| Rumania             | Iglesia Evangélica de la Confesión de Augsburgo en Rumania                             | 14.300    | ---                                                 |     |     |
| Rumania             | Iglesia Evangélica Luterana en Rumanía                                                 | 32.500    | ---                                                 |     |     |
| Rusia               | Iglesia Evangélica Luterana en Rusia (y otros Estados)                                 | 75.000    |                                                     |     |     |
| Rusia               | Iglesia Evangélica Luterana de Ingria en Rusia                                         | 12.000    | ---                                                 |     |     |
| Senegal             | Iglesia Luterana del Senegal                                                           | 3.700     | ---                                                 |     |     |
| Serbia              | Iglesia Evangélica Eslovaca de la Confesión de Augsburgo en Serbia                     | 50.000    | ---                                                 |     |     |
| Sierra Leona        | Iglesia Evangélica Luterana en Sierra Leona                                            | 3.000     |                                                     |     |     |
| Singapur            | Iglesia Luterana en Singapur                                                           | 4.100     |                                                     |     |     |
| Sri Lanka           | Iglesia Luterana Lanka                                                                 | 5.300     | ---                                                 |     |     |
| Sudáfrica           | Iglesia Evangélica Luterana en África Meridional N-T                                   | 9.600     |                                                     |     |     |
| Sudáfrica           | Iglesia Evangélica Luterana en África Meridional (Iglesia del Cabo)                    | 4.000     | ---                                                 |     |     |
| Sudáfrica           | Iglesia Morava en Sudáfrica                                                            | 80.000    | ---                                                 |     |     |
| Sudáfrica           | Iglesia Evangélica Luterana en África Meridional                                       | 590.000   | ---                                                 |     |     |
| Suecia              | Iglesia de Suecia                                                                      | 6.900.000 |                                                     |     |     |
| Surinam             | Iglesia Evangélica Luterana en Surinam                                                 | 4.000     | ---                                                 |     |     |
| Suiza               | Federación de Iglesias Evangélicas Luteranas en Suiza y el Principado de Liechtenstein | 5.400     |                                                     |     |     |
| Tailandia           | Iglesia Evangélica Luterana en Tailandia                                               | 2.600     | ---                                                 |     |     |
| Tanzania            | Iglesia Evangélica Luterana en Tanzania                                                | 3.500.000 |                                                     |     |     |
| Ucrania             | Iglesia Luterana en Rusia (y otros Estados)                                            | ---       |                                                     |     |     |
| Uruguay             | Iglesia Evangélica del Río de La Plata                                                 | 7.000     |                                                     |     |     |
| Uruguay             | Iglesia Evangélica Luterana Unida                                                      | 1100      |                                                     | --- | --- |
| Uzbekistán          | Iglesia Luterana en Rusia (y otros Estados)                                            | ---       | ---                                                 |     |     |
| Venezuela           | Iglesia Evangélica Luterana en Venezuela                                               | 2.000     |                                                     |     |     |
| Zambia              | Iglesia Evangélica Luterana en Zambia                                                  | 5.600     | ---                                                 |     |     |
| Zimbabue            | Iglesia Evangélica Luterana en Zimbabue                                                | 150.000   | ---                                                 | --- |     |